# Brittany Bowe
Brittany Starr Bowe, född 24 februari 1988, är en amerikansk skridskoåkare. Hon har tävlat för USA i tre olympiska spel (Sotji 2014, Pyeongchang 2018 och Peking 2022).

## Karriär
I maj 2015 blev Bowe tilldelad Oscar Mathisens pris.
Vid olympiska vinterspelen 2022 i Peking tog Bowe brons i damernas 1 000 meter.

## Rekord

### Personliga rekord
| Distans     | Tid          | Datum            | Plats                                 |
| ----------- | ------------ | ---------------- | ------------------------------------- |
| 500 meter   | 37,03        | 20 november 2015 | Utah Olympic Oval, Salt Lake City     |
| 1 000 meter | 1.11,61 0VR0 | 9 mars 2019      | Utah Olympic Oval, Salt Lake City     |
| 1 500 meter | 1.50,32      | 10 mars 2019     | Utah Olympic Oval, Salt Lake City     |
| 3 000 meter | 4.13,99      | 2 november 2012  | Pettit National Ice Center, Milwaukee |

### Världsrekord
| Distans     | Resultat | Datum            | Plats                             | Notering                                                                              |
| ----------- | -------- | ---------------- | --------------------------------- | ------------------------------------------------------------------------------------- |
| 1 000 meter | 1.12,58  | 17 november 2013 | Utah Olympic Oval, Salt Lake City | Världsrekord fram tills det slogs av Heather Richardson-Bergsma den 14 november 2015. |
| 1 000 meter | 1.12,18  | 22 november 2015 | Utah Olympic Oval, Salt Lake City | Världsrekord fram tills det slogs av Nao Kodaira den 10 december 2017.                |
| 1 500 meter | 1.51,59  | 15 november 2015 | Olympic Oval, Calgary             | Världsrekord fram tills det slogs av Heather Richardson-Bergsma den 21 november 2015. |
| 1 000 meter | 1.11,61  | 9 mars 2019      | Utah Olympic Oval, Salt Lake City | Nuvarande världsrekordinnehavare.                                                     |